# Jim Carter
Jim Carter, född 19 augusti 1948 i Harrogate, North Yorkshire, är en brittisk skådespelare.
Carter har varit verksam sedan 1970-talet som skådespelare och har spelat en mängd olika roller både på teaterscenen, TV och film, däribland  Fox i Den galne kung George, Lord William Hastings i Richard III, Harry i Brassed Off, Ralph Bashford i Shakespeare in Love, kapten Brown i Cranford och Mr Carson i Downton Abbey.

## Filmografi (i urval)
- 1980 – Blixt Gordon
- 1984 – Top Secret!
- 1984 – Hiawatha
- 1986 – Den sjungande detektiven (Miniserie)
- 1987 – En månad på landet
- 1990 – Häxor
- 1992 – Panik på hotellet
- 1992 – Stalin
- 1993 – Lipstick on Your Collar (TV-serie)
- 1994 – Black Beauty
- 1994 – Shakespeare: The Animated Tales
- 1994 – Den galne kung George
- 1995 – Richard III
- 1996 – Brassed Off
- 1996 – Shakespeare in Love
- 2000 – Arabian Nights
- 2000 – Den lille vampyren
- 2000 – Röda nejlikan (Miniserie)
- 2000 – 102 Dalmatiner
- 2002 – Ett fall för Dalziel & Pascoe (TV-serie)
- 2003 – Hornblower
- 2003 – Helen of Troy
- 2003 – Pompeii: The Last Day
- 2003 – Cromwell: Warts and All
- 2004 – Morden i Midsomer (TV-serie)
- 2004 – Ella den förtrollade
- 2006 – The Wind in the Willows
- 2007 – Guldkompassen
- 2007–2009 – Cranford (TV-serie)
- 2008 – The Oxford Murders
- 2010 – Alice i Underlandet
- 2010–2015 – Downton Abbey (TV-serie)
- 2011 – My Week with Marilyn
- 2019 – Downton Abbey
- 2022 – Downton Abbey: En ny era
- 2025 – Downton Abbey: The Grand Finale